# 東広島市立豊栄中学校
東広島市立豊栄中学校（ひがしひろしましりつ とよさかちゅうがっこう）は、広島県東広島市豊栄町鍛冶屋にある公立中学校。略称は「豊中」。広島県立賀茂北高等学校と連携型中高一貫教育を行っている。

## 概要
東広島市の北部、豊栄地区にある。校区には、保育所・小学校・中学校・高等学校がそれぞれ1校ずつあり、保小中高一貫教育を平成7年度から推進している。

## 沿革
- 1947年 - 豊田郡豊栄村立豊栄中学校として設立。
- 1949年 - 豊栄村が町制を施行し、豊田郡豊栄町立豊栄中学校に改称。
- 1950年 - 新校舎落成。
- 1954年 - 校歌制定。
- 1956年 - 賀茂・豊田両郡の所属町村変更により賀茂郡豊栄町立豊栄中学校に改称。
- 1958年 - 体育館落成。
- 1960年 - 技術・家庭科校舎落成。
- 1961年 - 校舎全焼により新校舎落成。
- 1962年 - B校舎落成。
- 1986年 - プール落成。
- 1987年 - 新体育館落成。
- 2005年 - 賀茂郡豊栄町が東広島市と合併したことにより、東広島市立豊栄中学校に改称。この年、豊栄地域連携型中高一貫教育校に指定。

## 学校行事
- 4月 - 入学式、合宿研修(1年)
- 9月 - 運動会
- 11月 - 文化祭
- 12月 - 修学旅行(2年)
- 3月 - 卒業式

## 部活動
運動部: 剣道部・陸上競技部・野球部・ソフトテニス部（女子）・バレー部（女子）
文化部: 総合文化部（活動内容は様々)

## 通学区域
- 東広島市豊栄地区

## 進学前小学校
- 東広島市立豊栄小学校